# Surrey Quays állomás
A Surrey Quays a londoni Overground egyik állomása a 2-es zónában, az East London line és a South London Line érinti.

## Története
Az állomást 1869. december 7-én adták át Deptford Road néven az East London Railway részeként. 1884-től 1905-ig, illetve 1913-tól 1939-ig a District line és a Metropolitan line szolgálta ki. 1911-ben a Surrey Docks, 1989-ben pedig a Surrey Quays nevet kapta. 2007-ben bezárták az állomást, majd 2010. április 27-én nyitották ki az újraindított East London line részeként.

## Forgalom
| Járat | Útvonal | Gyakoriság    |
| ----- | --- | ------------- |
|       | Dalston Junction – Haggerston – Hoxton – Shoreditch High Street – Whitechapel – Shadwell – Wapping – Rotherhithe – Canada Water – Surrey Quays – New Cross | 15 percenként |
|       | (csak vasárnap: Highbury & Islington – Canonbury –) Dalston Junction – Haggerston – Hoxton – Shoreditch High Street – Whitechapel – Shadwell – Wapping – Rotherhithe – Canada Water – Surrey Quays – Queens Road Peckham – Peckham Rye – Denmark Hill – Clapham High Street – Wandsworth Road – Clapham Junction (/ napi egyszer: Battersea Park) | 15 percenként |
|       | Highbury & Islington – Canonbury – Dalston Junction – Haggerston – Hoxton – Shoreditch High Street – Whitechapel – Shadwell – Wapping – Rotherhithe – Canada Water – Surrey Quays – New Cross Gate – Brockley – Honor Oak Park – Forest Hill – Sydenham – Crystal Palace                                                                          | 15 percenként |
|       | Highbury & Islington – Canonbury – Dalston Junction – Haggerston – Hoxton – Shoreditch High Street – Whitechapel – Shadwell – Wapping – Rotherhithe – Canada Water – Surrey Quays – New Cross Gate – Brockley – Honor Oak Park – Forest Hill – Sydenham – Penge West – Anerley – Norwood Junction – West Croydon                                  | 15 percenként |

## Átszállási kapcsolatok
| Állomás      | Átszállási kapcsolatok              |
| ------------ | ----------------------------------- |
| Surrey Quays | Helyi buszok (Surrey Quays Station) |

## Fordítás
- Ez a szócikk részben vagy egészben  a   Surrey Quays railway station című angol Wikipédia-szócikk fordításán alapul.  Az eredeti cikk szerkesztőit annak laptörténete sorolja fel. Ez a jelzés csupán a megfogalmazás eredetét és a szerzői jogokat jelzi, nem szolgál a cikkben szereplő információk forrásmegjelöléseként.